# Nehypochthonius porosus
Nehypochthonius porosus är en kvalsterart som beskrevs av Norton och Metz 1980. Nehypochthonius porosus ingår i släktet Nehypochthonius och familjen Nehypochthoniidae. Inga underarter finns listade i Catalogue of Life.